# Куровський Віталій Валентинович
Віталій Валентинович Куровський (нар. 24 грудня 1966, Київ, УРСР) — український музичний продюсер, поет-пісняр.

## Життєпис
Народився 24 грудня 1966 року в Києві. З дитинства захоплювався футболом.
Закінчив Національний університет фізичного виховання і спорту України за спеціальністю футбольний тренер.
Автор та співавтор пісень більш ніж для сотні артистів, серед яких відомі українські (Софія Ротару, Таїсія Повалій, Оксана Білозір, Ані Лорак, Андрій Данилко, Ірина Білик, Наталія Могилевська, Міка Ньютон, Асія Ахат, Віталій Козловський, Аліна Гросу, Alekseev, Kain Rivers, Наталія Валевська та ін.) та російські виконавці (Алла Пугачова, Микола Басков, Філіп Кіркоров, Олександр Малінін та ін.).
Зокрема, разом з композитором Русланом Квінтою був автором таких хітів як: «Одна калина за вікном» Софії Ротару, «Я буду руки твои целовать» Миколи Баскова. Автор тексту пісні «Angel» для Міки Ньютон, з якою вона посіла 4-те місце на конкурсі Євробачення 2011.
Спільно з Русланом Квінтою написав композицію «Planet Craves For Love» з якою Софія Роль представляла Україну на Дитячому Євробаченні — 2016.